# Калинівка (Скадовський район)
Кали́нівка (МФА: [kɐˈɫɪɲiu̯kɐ] ( прослухати)) — село в Україні, у Лазурненській селищній громаді Скадовського району Херсонської області. Населення становить 257 осіб. 24 лютого 2022 року село тимчасово окуповане російськими військами під час російсько-української війни.

## Населення
Згідно з переписом УРСР 1989 року чисельність наявного населення села становила 276 осіб, з яких 127 чоловіків та 149 жінок.
За переписом населення України 2001 року в селі мешкало 256 осіб.

### Мова
Розподіл населення за рідною мовою за даними перепису 2001 року:
| Мова       | Відсоток |
| ---------- | -------- |
| українська | 95,72 %  |
| російська  | 3,89 %   |
| білоруська | 0,39 %   |